# Toxicologie végétale
La toxicologie végétale, du latin toxicum, poison, et du grec logia, étude, est la science qui étudie les espèces végétales produisant des poisons ou qui peuvent devenir toxiques après ingestion, par réaction chimique dans l'estomac.

## Aspects vétérinaires
Le vétérinaire est fréquemment confronté à des intoxications d'origine végétale difficile à diagnostique en raison notamment du grand nombre de plantes potentiellement toxiques, de la  difficulté à retrouver la plante le bol alimentaire et/ou d'identifier la cause d'intoxications chroniques (les effets du toxique végétal peuvent être difficile à isoler de ceux de métaux lourds ou de métalloïdes bioaccumulés). Ces intoxications sont donc a priori sous-estimées. 
Un site français (Vegetox) rassemble des monographies relative à 175 plantes toxiques pour l'animal domestiques ou sauvage.